# Castrul roman de la Costești

Castrul a fost un fort în provincia romană Dacia. Ridicat și abandonat de romani la o dată incertă, ruinele sale se află pe teritoriul localității Costești, județul Hunedoara, în locul numit "Prisaca", la o altitudine de 1203 metri.
Arheologul Aurora Pețan susține că această fortificație ar putea fi o cetate dacică pe vârf de munte deoarece forma sa este neregulată, șanțul este în interiorul fortificației, doar ceramica dacică a fost găsită în timpul săpăturilor și este plasată pe un loc strategic de apărare - comun cetăților dacice.